# Waterproof
Waterproof é uma cidade  localizada no estado americano de Luisiana, na Paróquia de Tensas.

## Demografia
Segundo o censo americano de 2000, a sua população era de 834 habitantes.
Em 2006, foi estimada uma população de 772, um decréscimo de 62 (-7.4%).

## Geografia
De acordo com o United States Census Bureau tem uma área de
1,8 km², dos quais 1,8 km² cobertos por terra e 0,0 km² cobertos por água. Waterproof localiza-se a aproximadamente 20 m acima do nível do mar.

## Localidades na vizinhança
O diagrama seguinte representa as localidades num raio de 28 km ao redor de Waterproof.